# Ногти (повесть)
«Ногти» — повесть русского писателя Михаила Елизарова, вышедшая в 2001 году в издательстве «Ad Marginem».
После выхода повесть привлекла внимание критиков, проводивших сравнение со стилем Владимира Сорокина и отмечавших: «Елизаров делает ритуальный текст доступным и понятным массе, освобождает от сопутствующих сложных смыслов его магическую подоплёку», «именно Елизарова предстоит изучать как представителя литературного ретропсихоза». Корреспондент немецкой газеты «Sueddeutsche Zeitung» писала: «Одна из наиболее интересных, хотя и оставшихся практически незамеченными, новинок последнего времени. <…> Елизаров пишет в тонкой, изящной манере, ему хорошо даются натуралистические зарисовки. Глубокое и страшное произведение». Сам писатель по этому поводу заявил: «„Ногти“ в Германии прочлись в контексте очередного ужастика о России — без метафизики». Повесть попала в шорт-лист литературной премии Андрея Белого, Лев Данилкин в журнале «Афиша» отнёс сборник к лучшему дебюту года.
Главными героями произведения являются два воспитанника интерната для слабоумных детей — горбун Глостер и его друг Бахатов. Бахатов обладает мистическими способностями, проводя ритуалы, где главным действием было обгрызание ногтей. В интернате Глостер становится свидетелем изнасилования двумя санитарами страдающей слабоумием и не реагирующей на внешний мир красивой девочки, в которую он был влюблён. Глостер убивает санитаров (вступив, однако, в сексуальный контакт с их жертвой), а их трупы исчезают после проведения Бахатовым ритуала. Впоследствии Глостер становится известным пианистом, приобретая свой музыкальный дар благодаря Бахатову.